# Julius Müller-Massdorf

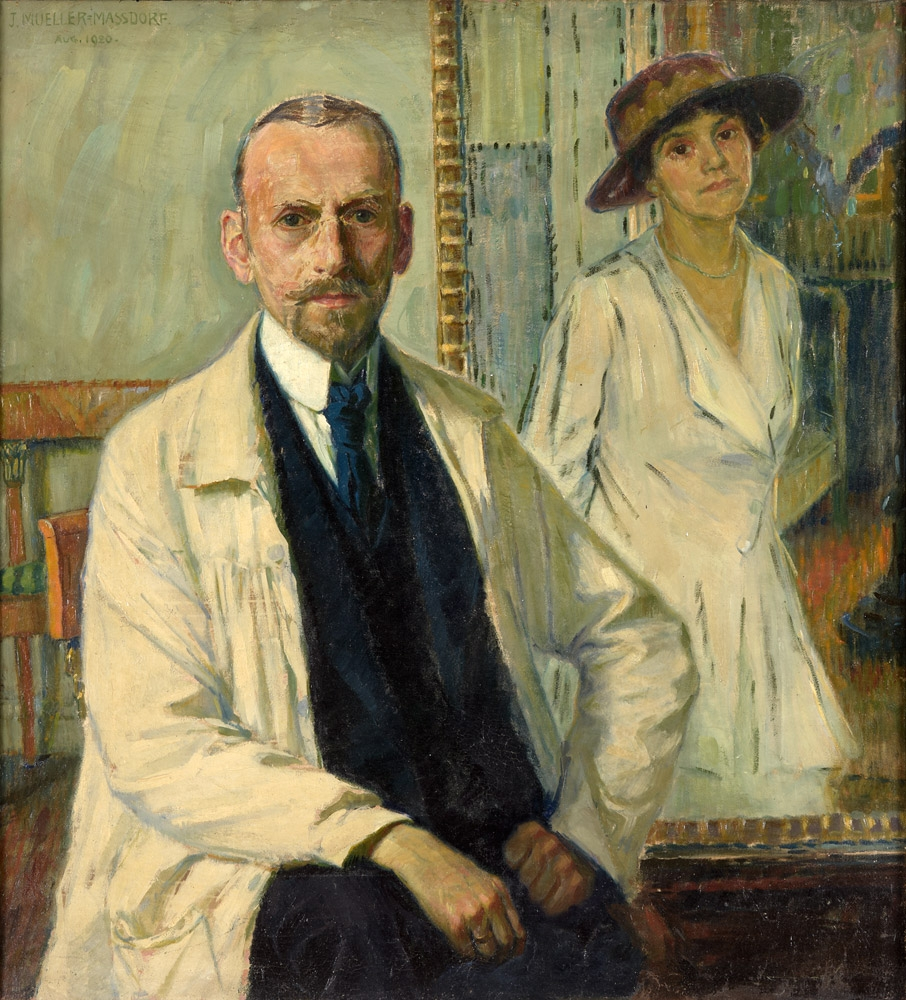
Julius Müller-Massdorf: Selbstporträt mit Gattin, 1920

Julius Müller-Massdorf, auch Julius Müller-Maßdorf (* 17. Dezember 1863 in Düsseldorf; † 1933 ebenda), war ein deutscher Genre- und Porträtmaler sowie Illustrator der Düsseldorfer Schule.

## Leben
Müller-Massdorf studierte von 1878 bis 1883 bei Andreas Müller, Peter Janssen, Eduard Gebhardt, Julius Roeting und Carl Ernst Forberg an der Kunstakademie Düsseldorf. Danach ging er zu Privatstudien bei Otto Seitz und Franz von Defregger nach München. Von dort aus unternahm er in den 1880er und 1890er Jahren mehrere Studienreisen in die Niederlande. Wohl ab 1891 hielt er sich öfter in Zandvoort auf. Nach vielen Jahren in München kehrte er in seine Geburtsstadt zurück. 1928 wurde ihm an der Düsseldorfer Akademie der Titel Professor verliehen.

## Werke (Auswahl)

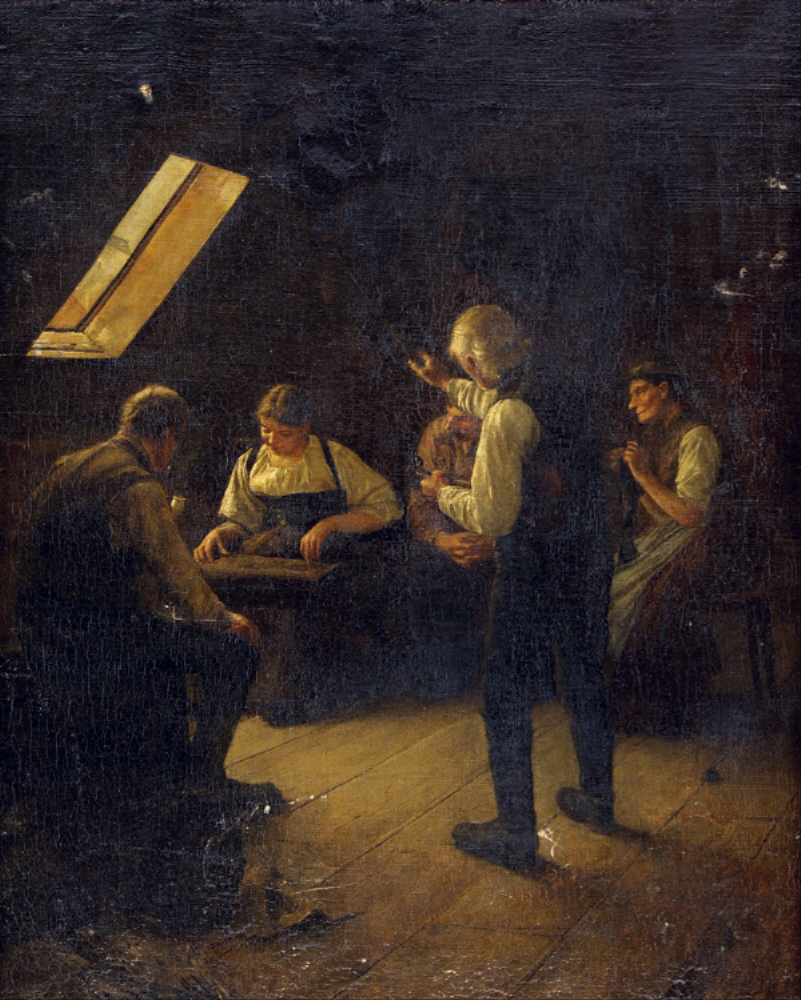
Dachstubenmusikanten

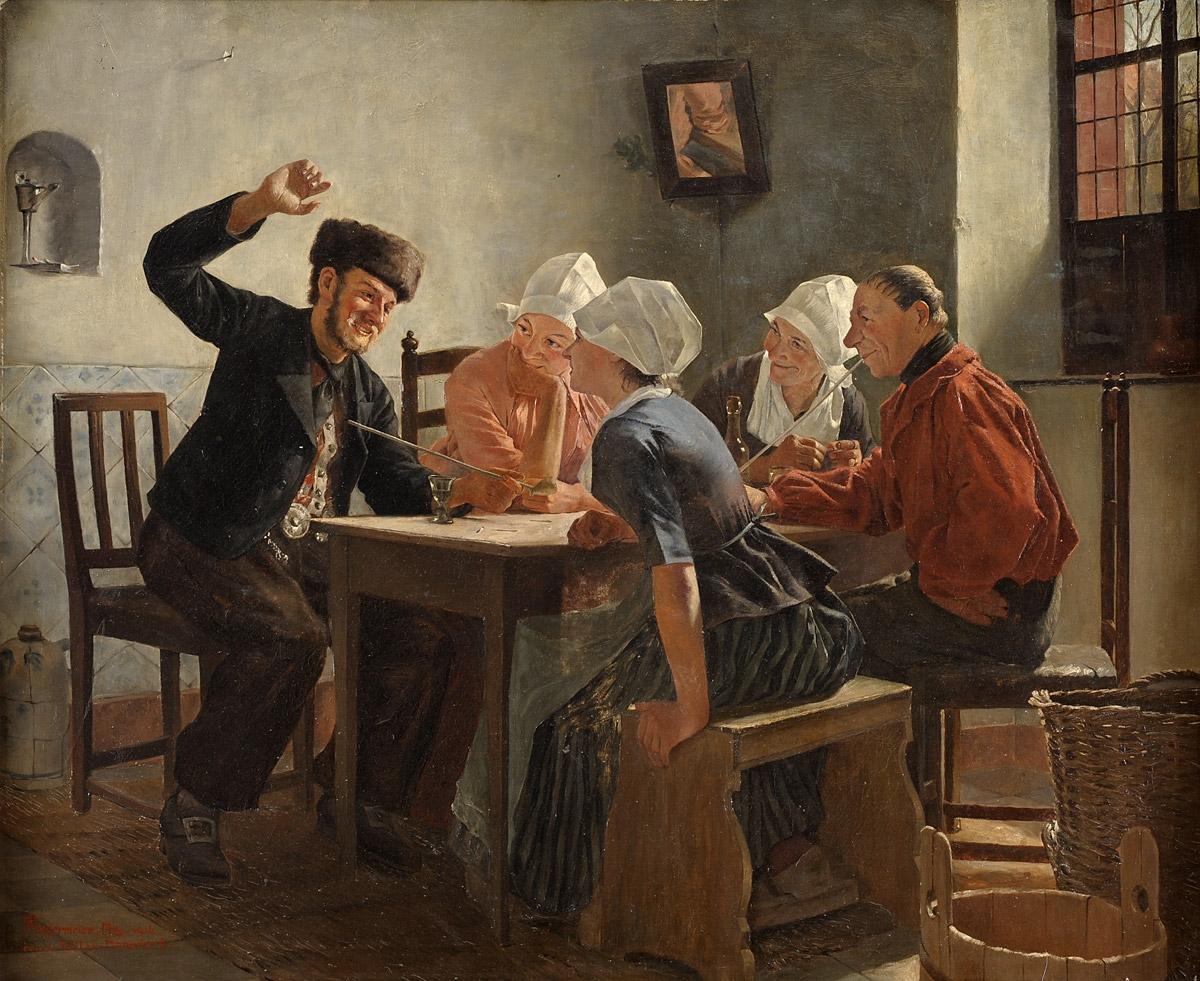
Eine interessante Geschichte

In der narrativen Tradition der Düsseldorfer Genremalerei nach Ludwig Knaus malte Müller-Massdorf Interieur-, Straßen-, Park- und Strandszenen. Er war auch als Illustrator tätig, unter anderem für Die Gartenlaube. In seinem Werk ist der Einfluss des niederländischen Malers Jozef Israëls ablesbar. Müller-Massdorfs Spätwerk kennzeichnet eine Hinwendung zur impressionistischen Kunstauffassung.
- Die Wäschemagd, 1886
- Mutterschaft, 1887
- Eine lustige Erzählung, 1887[1]
- Mädchen aus der Hanakei (Mähren), 1888[2]
- Dachstubenmusikanten (oder Concert im Daehstübl), 1890
- Eine interessante Geschichte, 1916
- Muße auf dem Balkon
- Bootstrip
- Strandvergnügen
- Der Blumenhändler
- Die Kunst für Alle, Plakatentwurf
- Versöhnung